# Acmopolynema shrawastianum
Acmopolynema shrawastianum is een vliesvleugelig insect uit de familie Mymaridae. De wetenschappelijke naam is voor het eerst geldig gepubliceerd in 2008 door Hayat & Anis.